# Bukovska
Bukovska (en serbe cyrillique : Буковска) est un village de Serbie situé dans la municipalité de Kučevo, district de Braničevo. Au recensement de 2011, il comptait 396 habitants.

## Démographie

### Évolution historique de la population
| 1948  | 1953  | 1961  | 1971  | 1981 | 1991 | 2002 | 2011 |
| ----- | ----- | ----- | ----- | ---- | ---- | ---- | ---- |
| 1 152 | 1 175 | 1 139 | 1 036 | 907  | 674  | 503  | 396  |

|  |